# Kafr Aszma
Kafr Aszma (arab. كفر عشما) – miejscowość w Egipcie, w muhafazie Al-Minufijja. W 2006 roku liczyła 8722 mieszkańców.